# Żółwin (gromada)
Żółwin – dawna gromada, czyli najmniejsza jednostka podziału terytorialnego Polskiej Rzeczypospolitej Ludowej w latach 1954–1972.
Gromady, z gromadzkimi radami narodowymi (GRN) jako organami władzy najniższego stopnia na wsi, funkcjonowały od reformy reorganizującej administrację wiejską przeprowadzonej jesienią 1954 do momentu ich zniesienia z dniem 1 stycznia 1973, tym samym wypierając organizację gminną w latach 1954–1972.
Gromadę Żółwin z siedzibą GRN w Żółwinie utworzono – jako jedną z 8759 gromad na obszarze Polski – w powiecie pruszkowskim w woj. warszawskim, na mocy uchwały nr VI/10/15/54 WRN w Warszawie z dnia 5 października 1954. W skład jednostki wszedł obszar dotychczasowej gromady Owczarnia oraz wieś i kolonia Żółwin z dotychczasowej gromady Żółwin ze zniesionej gminy Podkowa Leśna, a także osiedla Terenia i Kopana z dotychczasowej gromady Terenia ze zniesionej gminy Nadarzyn, w tymże powiecie. Dla gromady ustalono 13 członków gromadzkiej rady narodowej.
Gromadę zniesiono 1 stycznia 1969, a jej obszar włączono do gromady Otrębusy w tymże powiecie.